# Prefectura Naval Argentina
La Prefectura Naval Argentina (Prefettura navale argentina) è l'organismo responsabile della sicurezza di tutte le vie navigabili interne e del mare argentino. Gli compete la salvaguardia della vita umana ed il coordinamento di ricerca e salvataggio (SAR) in mare nonché la gestione amministrativa, la sicurezza della navigazione, la difesa delle acque territoriali e della zona economica esclusiva.
Dipende dal Ministerio della sicurezza, e non dalla Difesa. Insieme alla Gendarmería Nacional Argentina, in caso di guerra o conflitto armato internazionale, è inclusa del Sistema di Difesa Nazionale.

## Storia
Istituita nel 1896 come Prefectura Nacional Marítima, succedendo all'antica Capitanía de Puertos.
Nel 1984  iniziò il trasferimento dalla Marina Argentina alla dipendenza diretta del ministero della difesa. Nel 1992 si stabilì la dipendenza funzionale dal Ministero dell'Interno in materia di sicurezza interna, e nel dicembre 2010 è stata trasferita nel neocostituito ministero della Sicurezza.

## Zone
La giurisdizione della Prefectura Naval Argentina è divisa in dieci prefetture di zona:
- Prefectura Zona Alto Paraná: nella sua giurisdizione si trovano le prefetture di Eldorado, Iguazú, Posadas, San Javier, Libertador Gral. San Martín de Puerto Rico, Puerto Maní, Montecarlo, Puerto Concepción, Puerto Libertad, Santa Ana (tutte nella Provincia di Misiones), Itá Ibaté, Ituzaingó (nella Provincia di Corrientes). La sede è Posadas e la estensione della sua giurisdizione comprende la frontiera fluviale con Brasile e Paraguay nel río Paraná nelle provincie di Misiones e in parte di Corrientes.
- Prefettura Zona Alto Uruguay: nella sua giuristizione si trovano le prefetture di los Libres, Santo Tomé, Alvear, Garruchos, Monte Caseros, Yapeyú, La Cruz, Mocoretá (tutte nella Provincia de Corrientes). La sede è sede Paso de los Libres e la estensione della sua giurisdizione comprende la frontiera fluviale con Brasile e Uruguay nel río Uruguay nelle provincie di Misiones e Corrientes.
- Prefettura Zona Bajo Paraná: nella sua giuristizione si trovano le prefetture di Paraná, Diamante, La Paz, Victoria (tutte nella Provincia di Entre Ríos), Rosario, Santa Fe, San Lorenzo, Arroyo Seco, Villa Constitución (tutte nella Provincia di Santa Fe), San Nicolás, Ramallo (nella Provincia di Buenos Aires). La sede è Rosario e la estensione della sua giurisdizione comprende il río Paraná nella provinceas di Entre Ríos, Buenos Aires e la parte meridionale della Provincia di Santa Fe.
- Prefettura Zona Bajo Uruguay: nella sua giuristizione si trovano le prefetture di Concepción del Uruguay, Colón, Concordia, Federación, Gualeguaychú, Paranacito, Represa de Salto Grande (tutte nella Provincia di Entre Ríos). La sede è Concepción del Uruguay e la estensione della sua giurisdizione comprende la frontiera fluviale con l'Uruguay nella Provincia di Entre Ríos lungo il fiume Uruguay.
- Prefettura Zona Delta: nella sua giuristizione si trovano le prefetture di Campana, San Isidro, Tigre, Zárate, Escobar, Guazú-Guazucito, Martín García, Olivos, San Fernando, San Pedro, Baradero, Dique Luján (tutte nella Provincia di Buenos Aires), Ibicuy (nella Provincia di Entre Ríos). La sede è Tigre e la estensione della sua giurisdizione comprende il delta del río Paraná nella Provincia de Buenos Aires e parte della Provincia di Entre Ríos e la frontiera fluviale con l'Uruguay in parte del Río de la Plata.
- Prefettura Zona Lacustre e del Comahue: nella sua giuristizione si trovano le prefetture di Comahue de Neuquén, San Martín de los Andes, Villa la Angostura (tutte nella Provincia di Neuquén), San Carlos de Bariloche (nella Provincia di Río Negro). La sede è Neuquén e la estensione della sua giurisdizione comprende i laghi e i fiumi navegabili della Provincia di Neuquén e quelli della zoma della cordillera delle provincie di Río Negro e Chubut alla frontiera con il Cile.
- Prefettura Zona Mar Argentino Norte: nella sua giuristizione si trovano le prefetture di Mar del Plata, Bahía Blanca, Patagones, Quequén (tutte nella Provincia di Buenos Aires), Puerto Madryn, Rawson (nella Provincia di Chubut), San Antonio Oeste, Punta Colorada (nella Provincia di Río Negro). La sede è Bahía Blanca e la estensione della sua giurisdizione comprende le coste e il mar Argentino nelle provincie di Buenos Aires (eccetto la zona nord), Río Negro e la zona nord della provincia di Chubut.
- Prefettura Zona Mar Argentino Sur: nella sua giuristizione si trovano le prefetture di Comodoro Rivadavia (Provincia di Chubut), Puerto Deseado, Lago Argentino de Puerto Bandera, Caleta Olivia, Santa Cruz, San Julián, Río Gallegos e le Isole Malvine (tutte nella Provincia di Santa Cruz) e nominalmente le Malvinas, Ushuaia e Islas del Atlántico Sur, Río Grande (nella Provincia di Terra del Fuoco, Antartide e Isole dell'Atlantico del Sud, includendo nominalmente le isole Georgia del Sud e Isole Sandwich Meridionali). La sede è Río Gallegos e la estensione della sua giurisdizione comprende le coste, il mar Argentino, il mar de la Zona Austral e il Canale di Beagle nelle provincie di Chubut (eccetto la zona settentrionale), Santa Cruz e Terra del Fuoco, Antartide e Isole dell'Atlantico del Sud (comprese le isole sotto l'amministrazione britannica), e i laghi della zona della cordillerana al confine con il Cile nella Provincia di Santa Cruz.
- Prefettura Zona Río de la Plata: nella sua giuristizione si trovano le prefetture di La Plata, Dock Sud, General Lavalle, Quilmes (tutte nella Provincia di Buenos Aires), Buenos Aires, Boca del Riachuelo (nella Ciudad Autónoma de Buenos Aires). La sede è Buenos Aires e la estensione della sua giurisdizione comprende la parte meridionale del Río de la Plata e il settore nord del mar Argentino nella Provincia di Buenos Aires.
- Prefectura Zona Paraná Superior y Paraguay: nella sua giuristizione si trovano le prefetture di Formosa, Pilcomayo, Colonia Cano (tutte nella Provincia di Formosa), Barranqueras, Bermejo, Isla del Cerrito, (tutte nella Provincia del Chaco) Reconquista (nella Provincia di Santa Fe), Corrientes, Goya, Itatí, Paso de la Patria, Bella Vista, Esquina (nella Provincia di Corrientes) Terme del Río Hondo (nella Provincia di Santiago del Estero). La sede è Corrientes e la estensione della sua giurisdizione comprende il río Paraná nella parte delle provincie di Corrientes e Santa Fe, il río Paraguay nelle provincie del Chaco e di Formosa, limítrofe con il Paraguay, il río Pilcomayo, e altri fiumi navigabili compreso il río Dulce a Santiago del Estero.

## Gradi

### Ufficiali
| Grado PNA                                     | Equivalente Guardia costiera italiana | Equivalente Marina argentina | Equivalente Guardia costiera USA |
| --------------------------------------------- | ------------------------------------- | ---------------------------- | -------------------------------- |
| prefecto general (prefecto nacional naval)    | ammiraglio ispettore capo             | almirante                    | admiral/vice-admiral             |
| prefecto general (subprefecto nacional naval) | ammiraglio ispettore                  | vicealmirante                | rear admiral (upper half)        |
| prefecto general                              | contrammiraglio                       | contralmirante               | rear admiral (lower half)        |
| prefecto mayor                                | capitano di vascello                  | capitán de navío             | captain                          |
| prefecto principal                            | capitano di fregata                   | capitán de fragata           | commander                        |
| prefecto                                      | capitano di corvetta                  | capitán de corbeta           | lieutenant commander             |
| subprefecto                                   | tenente di vascello                   | teniente de navío            | lieutenant                       |
| official principal                            | sottotenente di vascello              | teniente de fragata          | lieutenant (junior grade)        |
| official auxiliar                             | guardiamarina                         | teniente de corbeta          | ensign                           |
| official ayudante                             | aspirante guardiamarina               | guardiamarina                | nessun equivalente               |

### Sottufficiali e comuni
| Grado PNA           | Equivalente Guardia Costiera Italiana | Equivalente Marina argentina | Equivalente Guardia costiera USA |
| ------------------- | ------------------------------------- | ---------------------------- | -------------------------------- |
| ayudante mayor      | capo di prima classe                  | suboficial mayor             | master chief petty officer       |
| ayudante principal  | capo di seconda classe                | suboficial principal         | senior chief petty officer       |
| ayudante de primera | capo di terza classe                  | suboficial primero           | chief petty officer              |
| ayudante de segunda | secondo capo                          | suboficial segundo           | petty officer 1st class          |
| ayudante de tercera | sergente                              | cabo principal               | petty officer 2nd class          |
| cabo primero        | sottocapo di prima classe             | cabo primero                 | petty officer 3rd class          |
| cabo segundo        | sottocapo                             | cabo segundo                 | seaman                           |
| marinero            | comune di prima classe                | marinero primero             | seaman apprentice                |

## Galleria d'immagini

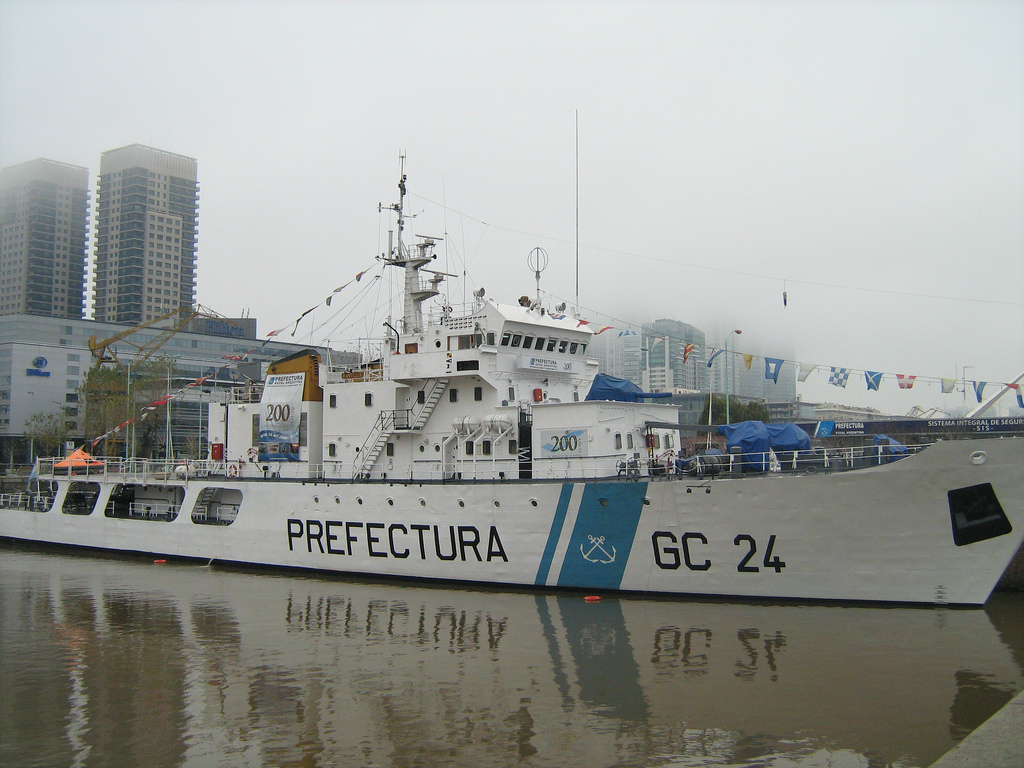
Guardacoste Mantilla a Puerto Madero
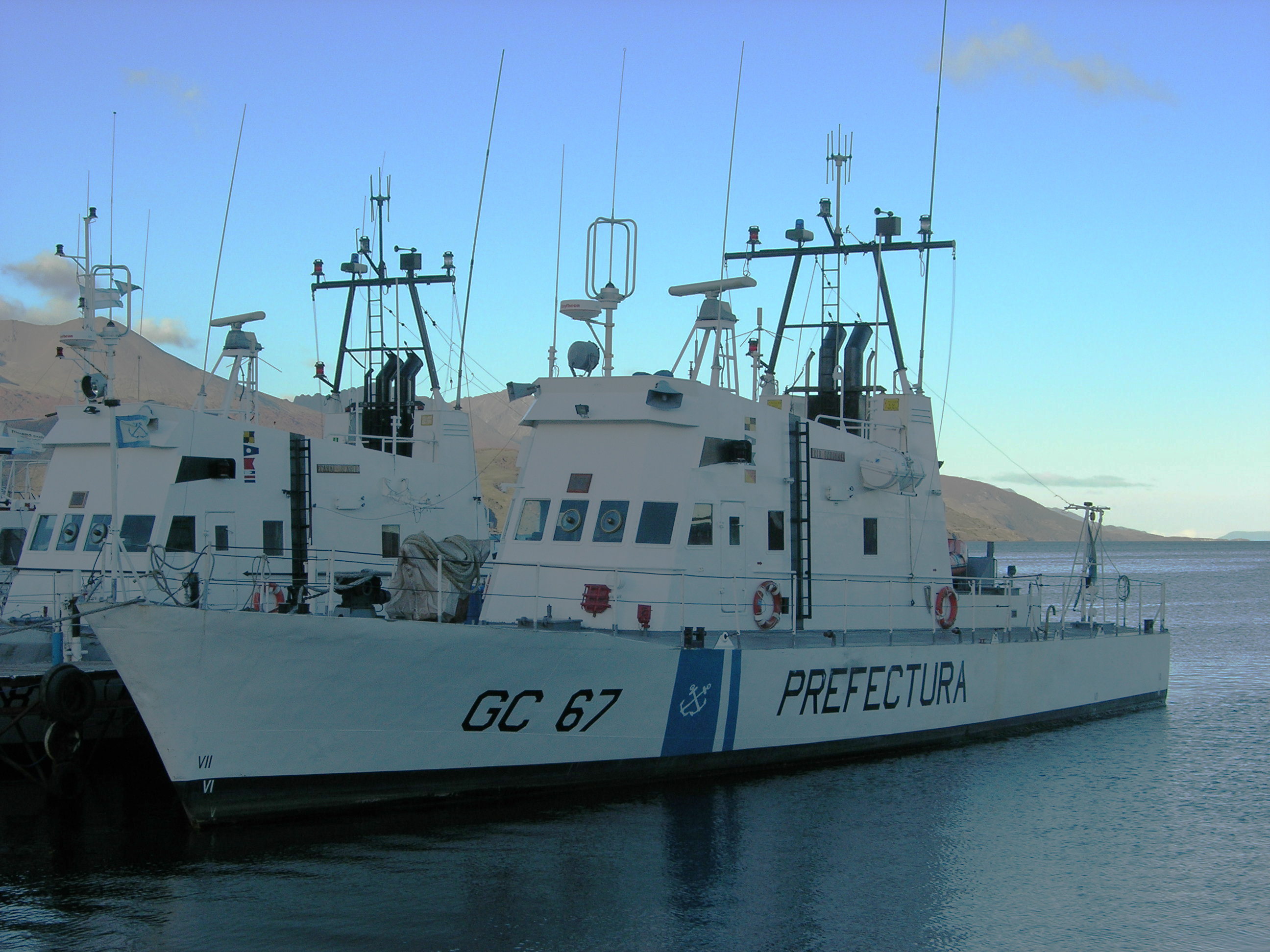
Guardiacoste Rio Uruguay a Ushuaia
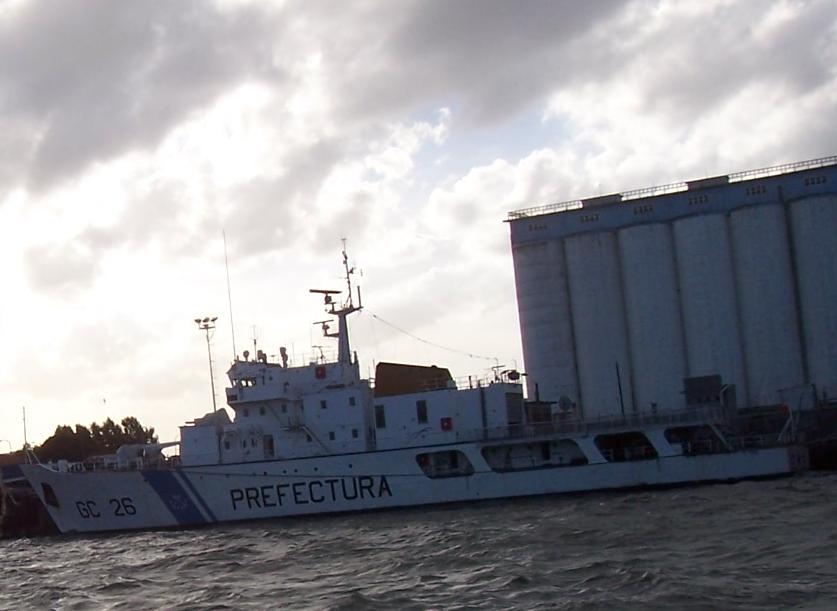
Guardiacoste Thompson a Mar del Plata